# Tour de Californie 2009
La 4e édition du Tour de Californie (ou Amgen Tour of California) a eu lieu du 14 au 22 février 2009. La victoire est revenue à l'Américain Levi Leipheimer (Astana) pour la troisième fois.
L'épreuve fait partie de l'UCI America Tour 2009.

## Équipes et principaux coureurs présents

### Équipes
17 équipes composées de 8 coureurs participent au Tour de Californie : 8 formations ProTour, 2 équipes continentales professionnelles et 7 équipes continentales :
| Équipes ProTour - AG2R La Mondiale - Astana - Columbia-High Road - Garmin-Slipstream - Liquigas - Quick Step - Rabobank - Saxo Bank UCI Continentales Professionnelles - Cervélo TestTeam - BMC Racing | UCI Continentales - OUCH-Maxxis - Bissell - Type 1 - Colavita-Sutter Home-Cooking Light - Jelly Belly - Fly V Australia - Rock Racing |

### Principaux coureurs
Le 4e Tour de Californie est la première course américaine de Lance Armstrong depuis son retour à la compétition en début de saison.
Pour les favoris à la victoire finale, on retrouve Fabian Cancellara, Christian Vande Velde, Ivan Basso, Robert Gesink, George Hincapie, Michael Rogers, Gustav Larsson, Jens Voigt et le tenant du titre, Levi Leipheimer.
Pour les arrivées au sprint, on pourra compter sur le Belge Tom Boonen, le Britannique Mark Cavendish, l'Italien Francesco Chicchi, le Norvégien Thor Hushovd ou l'Argentin Juan José Haedo, qui détient le record de victoires d'étapes sur l'épreuve.

## Parcours
Le 4e Tour de Californie est long de 1 256 km et est composé d'un prologue et de huit étapes, soit une de plus que les trois premières éditions.
Le prologue de 3,9 km est disputé à Sacramento, autour du parc du Capitole.

## Les étapes
| Étape     | Date       | Villes étapes                    |  | Distance (km) | Vainqueur d’étape | Leader du classement général |
| --------- | ---------- | -------------------------------- |  | ------------- | ----------------- | ---------------------------- |
| Prologue  | 14 février | Sacramento - Sacramento          |  | 3,9           | Fabian Cancellara | Fabian Cancellara            |
| 1re étape | 15 février | Davis - Santa Rosa               |  | 173,2         | Francisco Mancebo | Francisco Mancebo            |
| 2e étape  | 16 février | Sausalito - Santa Cruz           |  | 186,6         | Thomas Peterson   | Levi Leipheimer              |
| 3e étape  | 17 février | San José - Modesto               |  | 167,7         | Thor Hushovd      | Levi Leipheimer              |
| 4e étape  | 18 février | Merced - Clovis                  |  | 185,7         | Mark Cavendish    | Levi Leipheimer              |
| 5e étape  | 19 février | Visalia - Paso Robles            |  | 216,1         | Mark Cavendish    | Levi Leipheimer              |
| 6e étape  | 20 février | Solvang - Solvang                |  | 24 (clm)      | Levi Leipheimer   | Levi Leipheimer              |
| 7e étape  | 21 février | Santa Clarita - Pasadena         |  | 143           | Rinaldo Nocentini | Levi Leipheimer              |
| 8e étape  | 22 février | Rancho Bernardo (en) - Escondido |  | 155,8         | Fränk Schleck     | Levi Leipheimer              |

## Récit de la course

### Prologue
Le prologue est remporté, comme en 2008, par le Suisse Fabian Cancellara (Saxo Bank). Il devance trois autres spécialistes du contre-la-montre : les Américains Levi Leipheimer (Astana) et David Zabriskie (Garmin-Slipstream), et l'Australien Michael Rogers. Plusieurs sprinters parviennent à se classer parmi les dix premiers (Thor Hushovd, Tom Boonen). Lance Armstrong est dixième, à 5 secondes.
|    | Coureur           | Pays       | Équipe             |    | Temps      |
| -- | ----------------- | ---------- | ------------------ | -- | ---------- |
| 1  | Fabian Cancellara | Suisse     | Saxo Bank          | en | 4 min 32 s |
| 2  | Levi Leipheimer   | États-Unis | Astana             | +  | 2 s        |
| 3  | David Zabriskie   | États-Unis | Garmin-Slipstream  |    | 3 s        |
| 4  | Michael Rogers    | Australie  | Columbia-High Road |    | 3 s        |
| 5  | Thor Hushovd      | Norvège    | Cervélo TestTeam   |    | 4 s        |
| 6  | George Hincapie   | États-Unis | Columbia-High Road |    | 4 s        |
| 7  | Tom Boonen        | Belgique   | Quick Step         |    | 4 s        |
| 8  | Mark Renshaw      | Australie  | Columbia-High Road |    | 4 s        |
| 9  | Svein Tuft        | Canada     | Garmin-Slipstream  |    | 5 s        |
| 10 | Lance Armstrong   | États-Unis | Astana             |    | 5 s        |

|    | Coureur           | Pays       | Équipe             |    | Temps      |
| -- | ----------------- | ---------- | ------------------ | -- | ---------- |
| 1  | Fabian Cancellara | Suisse     | Saxo Bank          | en | 4 min 32 s |
| 2  | Levi Leipheimer   | États-Unis | Astana             | +  | 2 s        |
| 3  | David Zabriskie   | États-Unis | Garmin-Slipstream  |    | 3 s        |
| 4  | Michael Rogers    | Australie  | Columbia-High Road |    | 3 s        |
| 5  | Thor Hushovd      | Norvège    | Cervélo TestTeam   |    | 4 s        |
| 6  | George Hincapie   | États-Unis | Columbia-High Road |    | 4 s        |
| 7  | Tom Boonen        | Belgique   | Quick Step         |    | 4 s        |
| 8  | Mark Renshaw      | Australie  | Columbia-High Road |    | 4 s        |
| 9  | Svein Tuft        | Canada     | Garmin-Slipstream  |    | 5 s        |
| 10 | Lance Armstrong   | États-Unis | Astana             |    | 5 s        |

### 1reétape
L'Espagnol Francisco Mancebo (Rock Racing) s'échappe seul quelques kilomètres après le départ. Il est rejoint au 50e kilomètre par Timothy Johnson (OUCH-Maxxis) et David Kemp (Fly V Australia). L'avance de ce groupe de trois coureurs atteint 12 minutes. Dans la principale difficulté de l'étape, la Howell Mountain Road (2e catégorie), Mancebo attaque à nouveau. Un groupe d'une vingtaine de coureurs comprenant les principaux favoris du Tour Californie s'extrait du peloton. Il revient sur Johnson et Kemp. Alors que l'avance de Mancebo est réduite à une minute dans le circuit final de Santa Rosa, Vincenzo Nibali (Liquigas) et Jurgen Van de Walle (Quick Step) s'échappent du groupe des favoris et rejoignent le coureur en tête. Mancebo parvient néanmoins à les devancer au sprint sur la ligne d'arrivée. Il remporte ainsi l'étape pour sa première compétition avec l'équipe Rock Racing, et prend le maillot jaune. Nibali et Van de Walle sont déclassés du sprint et sont rétrogradés dans le même temps que le premier groupe des poursuivants. Le précédent leader du classement général, Fabian Cancellara, a abandonné.
|    | Coureur             | Pays       | Équipe      |    | Temps           |
| -- | ------------------- | ---------- | ----------- | -- | --------------- |
| 1  | Francisco Mancebo   | Espagne    | Rock Racing | en | 4 h 11 min 07 s |
| 2  | Jurgen Van de Walle | Belgique   | Quick Step  | +  | 1 min 07 s      |
| 3  | Vincenzo Nibali     | Italie     | Liquigas    |    | 1 min 07 s      |
| 4  | Janez Brajkovič     | Slovénie   | Astana      |    | 1 min 07 s      |
| 5  | Lance Armstrong     | États-Unis | Astana      |    | 1 min 07 s      |
| 6  | Yaroslav Popovych   | Ukraine    | Astana      |    | 1 min 07 s      |
| 7  | Kevin Seeldraeyers  | Belgique   | Quick Step  |    | 1 min 07 s      |
| 8  | Christopher Horner  | États-Unis | Astana      |    | 1 min 07 s      |
| 9  | Óscar Sevilla       | Espagne    | Rock Racing |    | 1 min 07 s      |
| 10 | Andy Schleck        | Luxembourg | Saxo Bank   |    | 1 min 07 s      |

|    | Coureur            | Pays       | Équipe             |    | Temps           |
| -- | ------------------ | ---------- | ------------------ | -- | --------------- |
| 1  | Francisco Mancebo  | Espagne    | Rock Racing        | en | 4 h 15 min 46 s |
| 2  | Levi Leipheimer    | États-Unis | Astana             | +  | 1 min 02 s      |
| 3  | David Zabriskie    | États-Unis | Garmin-Slipstream  |    | 1 min 03 s      |
| 4  | Michael Rogers     | Australie  | Columbia-High Road |    | 1 min 03 s      |
| 5  | Lance Armstrong    | États-Unis | Astana             |    | 1 min 05 s      |
| 6  | Christopher Horner | États-Unis | Astana             |    | 1 min 09 s      |
| 7  | Thomas Lövkvist    | Suède      | Columbia-High Road |    | 1 min 13 s      |
| 8  | José Luis Rubiera  | Espagne    | Astana             |    | 1 min 13 s      |
| 9  | Vincenzo Nibali    | Italie     | Liquigas           |    | 1 min 13 s      |
| 10 | Robert Gesink      | Pays-Bas   | Rabobank           |    | 1 min 14 s      |

### 2eétape

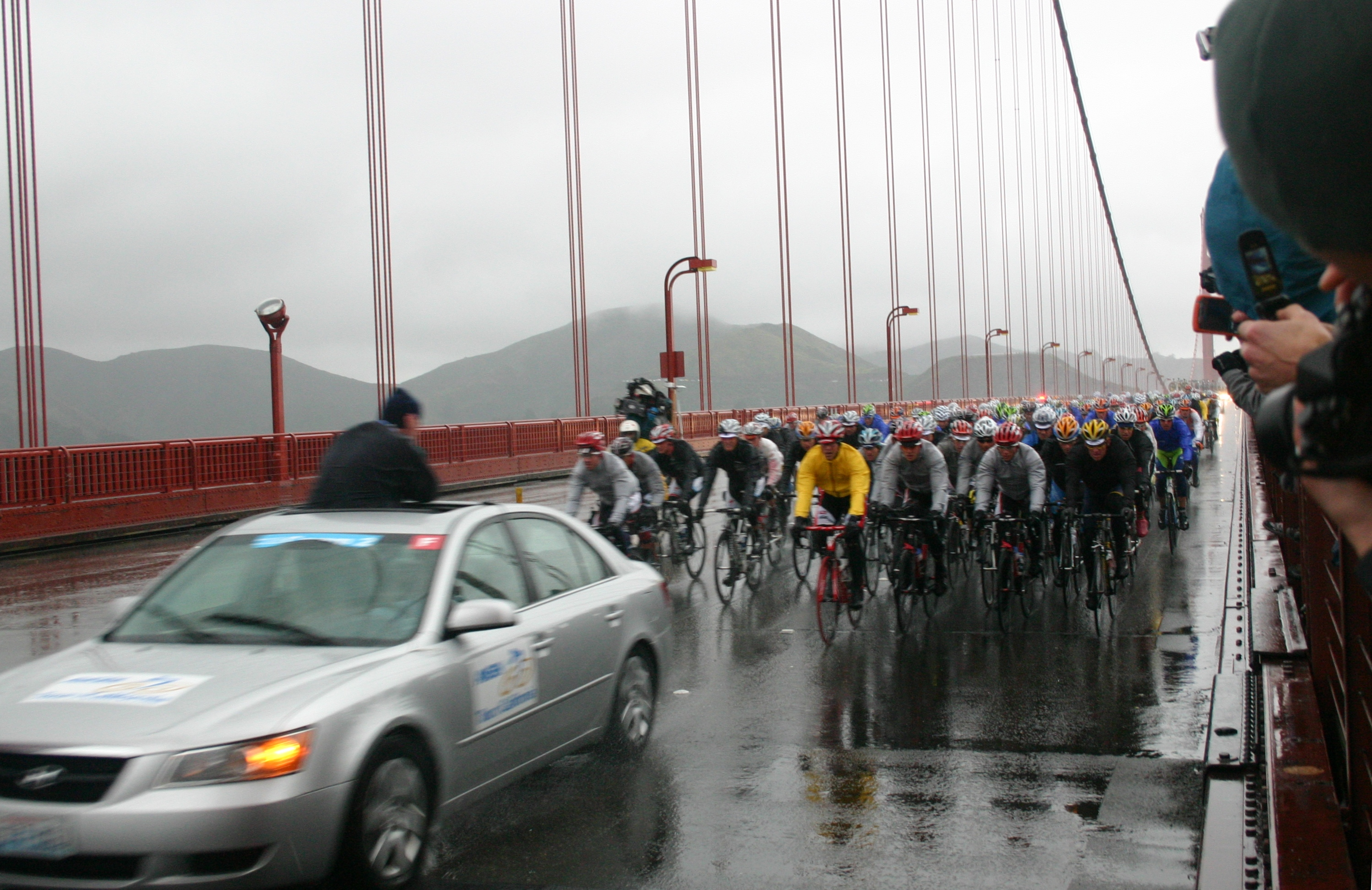
Le peloton du Tour de Californie franchit le Golden Gate pour la première fois lors de la deuxième étape.

|    | Coureur            | Pays       | Équipe             |    | Temps           |
| -- | ------------------ | ---------- | ------------------ | -- | --------------- |
| 1  | Thomas Peterson    | États-Unis | Garmin-Slipstream  | en | 5 h 06 min 20 s |
| 2  | Levi Leipheimer    | États-Unis | Astana             | +  | 0 s             |
| 3  | Michael Rogers     | Australie  | Columbia-High Road |    | 21 s            |
| 4  | Christopher Horner | États-Unis | Astana             |    | 21 s            |
| 5  | Óscar Sevilla      | Espagne    | Rock Racing        |    | 21 s            |
| 6  | Kevin Seeldraeyers | Belgique   | Quick Step         |    | 21 s            |
| 7  | Thomas Danielson   | États-Unis | Garmin-Slipstream  |    | 21 s            |
| 8  | Robert Gesink      | Pays-Bas   | Rabobank           |    | 21 s            |
| 9  | Grischa Niermann   | Allemagne  | Rabobank           |    | 21 s            |
| 10 | David Zabriskie    | États-Unis | Garmin-Slipstream  |    | 21 s            |

|    | Coureur            | Pays       | Équipe             |    | Temps           |
| -- | ------------------ | ---------- | ------------------ | -- | --------------- |
| 1  | Levi Leipheimer    | États-Unis | Astana             | en | 9 h 23 min 02 s |
| 2  | Michael Rogers     | Australie  | Columbia-High Road | +  | 24 s            |
| 3  | David Zabriskie    | États-Unis | Garmin-Slipstream  |    | 28 s            |
| 4  | Lance Armstrong    | États-Unis | Astana             |    | 30 s            |
| 5  | Christopher Horner | États-Unis | Astana             |    | 34 s            |
| 6  | Janez Brajkovič    | Slovénie   | Astana             |    | 38 s            |
| 7  | Thomas Lövkvist    | Suède      | Columbia-High Road |    | 38 s            |
| 8  | José Luis Rubiera  | Espagne    | Astana             |    | 38 s            |
| 9  | Vincenzo Nibali    | Italie     | Liquigas           |    | 38 s            |
| 10 | Robert Gesink      | Pays-Bas   | Rabobank           |    | 39 s            |

### 3eétape
|    | Coureur               | Pays        | Équipe                             |    | Temps           |
| -- | --------------------- | ----------- | ---------------------------------- | -- | --------------- |
| 1  | Thor Hushovd          | Norvège     | Cervélo TestTeam                   | en | 4 h 28 min 12 s |
| 2  | Óscar Freire          | Espagne     | Rabobank                           | +  | m.t             |
| 3  | Mark Renshaw          | Australie   | Columbia-High Road                 |    | m.t             |
| 4  | Tyler Farrar          | États-Unis  | Garmin-Slipstream                  |    | m.t             |
| 5  | Mark Cavendish        | Royaume-Uni | Columbia-High Road                 |    | m.t             |
| 6  | Brett Lancaster       | Australie   | Cervélo TestTeam                   |    | m.t             |
| 7  | Lucas Sebastián Haedo | Argentine   | Colavita-Sutter Home-Cooking Light |    | m.t             |
| 8  | Fred Rodriguez        | États-Unis  | Rock Racing                        |    | m.t             |
| 9  | Markus Zberg          | Suisse      | BMC Racing                         |    | m.t             |
| 10 | Pedro Horrillo        | Espagne     | Rabobank                           |    | m.t             |

|    | Coureur            | Pays       | Équipe             |    | Temps            |
| -- | ------------------ | ---------- | ------------------ | -- | ---------------- |
| 1  | Levi Leipheimer    | États-Unis | Astana             | en | 13 h 51 min 14 s |
| 2  | Michael Rogers     | Australie  | Columbia-High Road | +  | 24 s             |
| 3  | David Zabriskie    | États-Unis | Garmin-Slipstream  |    | 28 s             |
| 4  | Lance Armstrong    | États-Unis | Astana             |    | 30 s             |
| 5  | Christopher Horner | États-Unis | Astana             |    | 34 s             |
| 6  | Janez Brajkovič    | Slovénie   | Astana             |    | 38 s             |
| 7  | Thomas Lövkvist    | Suède      | Columbia-High Road |    | 38 s             |
| 8  | José Luis Rubiera  | Espagne    | Astana             |    | 38 s             |
| 9  | Vincenzo Nibali    | Italie     | Liquigas           |    | 38 s             |
| 10 | Robert Gesink      | Pays-Bas   | Rabobank           |    | 39 s             |

### 4eétape
|    | Coureur               | Pays        | Équipe                             |    | Temps           |
| -- | --------------------- | ----------- | ---------------------------------- | -- | --------------- |
| 1  | Mark Cavendish        | Royaume-Uni | Columbia-High Road                 | en | 4 h 42 min 38 s |
| 2  | Tom Boonen            | Belgique    | Quick Step                         | +  | m.t             |
| 3  | Juan José Haedo       | Argentine   | Saxo Bank                          |    | m.t             |
| 4  | Thor Hushovd          | Norvège     | Cervélo TestTeam                   |    | m.t             |
| 5  | Tyler Farrar          | États-Unis  | Garmin-Slipstream                  |    | m.t             |
| 6  | Markus Zberg          | Suisse      | BMC Racing                         |    | m.t             |
| 7  | Fred Rodriguez        | États-Unis  | Rock Racing                        |    | m.t             |
| 8  | Lucas Sebastián Haedo | Argentine   | Colavita-Sutter Home-Cooking Light |    | m.t             |
| 9  | Bernard Sulzberger    | Australie   | Fly V Australia                    |    | m.t             |
| 10 | Martin Elmiger        | Suisse      | AG2R La Mondiale                   |    | m.t             |

|    | Coureur            | Pays       | Équipe             |    | Temps            |
| -- | ------------------ | ---------- | ------------------ | -- | ---------------- |
| 1  | Levi Leipheimer    | États-Unis | Astana             | en | 18 h 33 min 52 s |
| 2  | Michael Rogers     | Australie  | Columbia-High Road | +  | 24 s             |
| 3  | David Zabriskie    | États-Unis | Garmin-Slipstream  |    | 28 s             |
| 4  | Lance Armstrong    | États-Unis | Astana             |    | 30 s             |
| 5  | Christopher Horner | États-Unis | Astana             |    | 34 s             |
| 6  | Janez Brajkovič    | Slovénie   | Astana             |    | 38 s             |
| 7  | Thomas Lövkvist    | Suède      | Columbia-High Road |    | 38 s             |
| 8  | José Luis Rubiera  | Espagne    | Astana             |    | 38 s             |
| 9  | Vincenzo Nibali    | Italie     | Liquigas           |    | 38 s             |
| 10 | Robert Gesink      | Pays-Bas   | Rabobank           |    | 39 s             |

### 5eétape
|    | Coureur               | Pays        | Équipe                             |    | Temps           |
| -- | --------------------- | ----------- | ---------------------------------- | -- | --------------- |
| 1  | Mark Cavendish        | Royaume-Uni | Columbia-High Road                 | en | 5 h 07 min 28 s |
| 2  | Tom Boonen            | Belgique    | Quick Step                         | +  | m.t             |
| 3  | Pedro Horrillo        | Espagne     | Rabobank                           |    | m.t             |
| 4  | Francesco Chicchi     | Italie      | Liquigas                           |    | m.t             |
| 5  | Thor Hushovd          | Norvège     | Cervélo TestTeam                   |    | m.t             |
| 6  | Lucas Sebastián Haedo | Argentine   | Colavita-Sutter Home-Cooking Light |    | m.t             |
| 7  | Fred Rodriguez        | États-Unis  | Rock Racing                        |    | m.t             |
| 8  | Martin Elmiger        | Suisse      | AG2R La Mondiale                   |    | m.t             |
| 9  | Bernard Sulzberger    | Australie   | Fly V Australia                    |    | m.t             |
| 10 | Karl Menzies          | Australie   | OUCH-Maxxis                        |    | m.t             |

|    | Coureur            | Pays       | Équipe             |    | Temps            |
| -- | ------------------ | ---------- | ------------------ | -- | ---------------- |
| 1  | Levi Leipheimer    | États-Unis | Astana             | en | 23 h 41 min 20 s |
| 2  | Michael Rogers     | Australie  | Columbia-High Road | +  | 24 s             |
| 3  | David Zabriskie    | États-Unis | Garmin-Slipstream  |    | 28 s             |
| 4  | Lance Armstrong    | États-Unis | Astana             |    | 30 s             |
| 5  | Christopher Horner | États-Unis | Astana             |    | 34 s             |
| 6  | Janez Brajkovič    | Slovénie   | Astana             |    | 38 s             |
| 7  | Thomas Lövkvist    | Suède      | Columbia-High Road |    | 38 s             |
| 8  | José Luis Rubiera  | Espagne    | Astana             |    | 38 s             |
| 9  | Vincenzo Nibali    | Italie     | Liquigas           |    | 38 s             |
| 10 | Robert Gesink      | Pays-Bas   | Rabobank           |    | 39 s             |

### 6eétape
|    | Coureur         | Pays       | Équipe             |    | Temps       |
| -- | --------------- | ---------- | ------------------ | -- | ----------- |
| 1  | Levi Leipheimer | États-Unis | Astana             | en | 30 min 40 s |
| 2  | David Zabriskie | États-Unis | Garmin-Slipstream  | +  | 8 s         |
| 3  | Gustav Larsson  | Pays-Bas   | Saxo Bank          |    | 17 s        |
| 4  | Michael Rogers  | Australie  | Columbia-High Road |    | 22 s        |
| 5  | Jens Voigt      | Allemagne  | Saxo Bank          |    | 30 s        |
| 6  | George Hincapie | États-Unis | Columbia-High Road |    | 36 s        |
| 7  | Tom Zirbel      | États-Unis | Bissell            |    | 39 s        |
| 8  | Jason McCartney | États-Unis | Saxo Bank          |    | 41 s        |
| 9  | Stef Clement    | Pays-Bas   | Rabobank           |    | 43 s        |
| 10 | Thomas Lövkvist | Pays-Bas   | Columbia-High Road |    | 51 s        |

|    | Coureur            | Pays       | Équipe             |    | Temps            |
| -- | ------------------ | ---------- | ------------------ | -- | ---------------- |
| 1  | Levi Leipheimer    | États-Unis | Astana             | en | 24 h 12 min 00 s |
| 2  | David Zabriskie    | États-Unis | Garmin-Slipstream  | +  | 36 s             |
| 3  | Michael Rogers     | Australie  | Columbia-High Road |    | 45 s             |
| 4  | Jens Voigt         | Allemagne  | Saxo Bank          |    | 1 min 10 s       |
| 5  | Thomas Lövkvist    | Suède      | Columbia-High Road |    | 1 min 29 s       |
| 6  | Lance Armstrong    | États-Unis | Astana             |    | 1 min 46 s       |
| 7  | Robert Gesink      | Pays-Bas   | Rabobank           |    | 1 min 54 s       |
| 8  | Janez Brajkovič    | Slovénie   | Astana             |    | 1 min 59 s       |
| 9  | Christopher Horner | États-Unis | Astana             |    | 2 min 13 s       |
| 10 | Francisco Mancebo  | Espagne    | Rock Racing        |    | 2 min 15 s       |

### 7eétape
|    | Coureur               | Pays             | Équipe             |    | Temps           |
| -- | --------------------- | ---------------- | ------------------ | -- | --------------- |
| 1  | Rinaldo Nocentini     | Italie           | AG2R La Mondiale   | en | 3 h 24 min 43 s |
| 2  | Hayden Roulston       | Nouvelle-Zélande | Cervélo TestTeam   | +  | 0 s             |
| 3  | Pieter Weening        | Pays-Bas         | Rabobank           |    | 0 s             |
| 4  | Markus Zberg          | Suisse           | BMC Racing         |    | 7 s             |
| 5  | Martin Elmiger        | Suisse           | AG2R La Mondiale   |    | 7 s             |
| 6  | Chris Baldwin         | États-Unis       | Rock Racing        |    | 7 s             |
| 7  | George Hincapie       | États-Unis       | Columbia-High Road |    | 7 s             |
| 8  | Fränk Schleck         | Luxembourg       | Saxo Bank          |    | 7 s             |
| 9  | Christian Vande Velde | États-Unis       | Garmin-Slipstream  |    | 7 s             |
| 10 | Addy Engels           | Pays-Bas         | Quick Step         |    | 7 s             |

|    | Coureur            | Pays       | Équipe             |    | Temps            |
| -- | ------------------ | ---------- | ------------------ | -- | ---------------- |
| 1  | Levi Leipheimer    | États-Unis | Astana             | en | 27 h 39 min 02 s |
| 2  | David Zabriskie    | États-Unis | Garmin-Slipstream  | +  | 36 s             |
| 3  | Michael Rogers     | Australie  | Columbia-High Road |    | 45 s             |
| 4  | Jens Voigt         | Allemagne  | Saxo Bank          |    | 1 min 10 s       |
| 5  | Thomas Lövkvist    | Suède      | Columbia-High Road |    | 1 min 29 s       |
| 6  | Lance Armstrong    | États-Unis | Astana             |    | 1 min 46 s       |
| 7  | Robert Gesink      | Pays-Bas   | Rabobank           |    | 1 min 54 s       |
| 8  | Janez Brajkovič    | Slovénie   | Astana             |    | 1 min 59 s       |
| 9  | Christopher Horner | États-Unis | Astana             |    | 2 min 13 s       |
| 10 | Vincenzo Nibali    | Italie     | Liquigas           |    | 2 min 21 s       |

### 8eétape
|    | Coureur           | Pays       | Équipe             |    | Temps           |
| -- | ----------------- | ---------- | ------------------ | -- | --------------- |
| 1  | Fränk Schleck     | Luxembourg | Saxo Bank          | en | 3 h 48 min 39 s |
| 2  | Vincenzo Nibali   | Italie     | Liquigas           | +  | 2 s             |
| 3  | George Hincapie   | États-Unis | Columbia-High Road |    | 40 s            |
| 4  | Rory Sutherland   | Australie  | OUCH-Maxxis        |    | 40 s            |
| 5  | Grischa Niermann  | Allemagne  | Rabobank           |    | 40 s            |
| 6  | José Luis Rubiera | Espagne    | Astana             |    | 40 s            |
| 7  | Yaroslav Popovych | Ukraine    | Astana             |    | 40 s            |
| 8  | Jens Voigt        | Allemagne  | Saxo Bank          |    | 40 s            |
| 9  | Levi Leipheimer   | États-Unis | Astana             |    | 40 s            |
| 10 | Hubert Dupont     | France     | AG2R La Mondiale   |    | 40 s            |

|    | Coureur           | Pays       | Équipe             |    | Temps            |
| -- | ----------------- | ---------- | ------------------ | -- | ---------------- |
| 1  | Levi Leipheimer   | États-Unis | Astana             | en | 31 h 28 min 21 s |
| 2  | David Zabriskie   | États-Unis | Garmin-Slipstream  | +  | 36 s             |
| 3  | Michael Rogers    | Australie  | Columbia-High Road |    | 45 s             |
| 4  | Jens Voigt        | Allemagne  | Saxo Bank          |    | 1 min 10 s       |
| 5  | Thomas Lövkvist   | Suède      | Columbia-High Road |    | 1 min 29 s       |
| 6  | Vincenzo Nibali   | Italie     | Liquigas           |    | 1 min 37 s       |
| 7  | Lance Armstrong   | États-Unis | Astana             |    | 1 min 46 s       |
| 8  | Robert Gesink     | Pays-Bas   | Rabobank           |    | 1 min 54 s       |
| 9  | Thomas Danielson  | États-Unis | Garmin-Slipstream  |    | 2 min 20 s       |
| 10 | José Luis Rubiera | Espagne    | Astana             |    | 2 min 48 s       |

## Classements finals

### Classement général
|    | Cycliste          | Pays       | Équipe             |    | Temps            |
| -- | ----------------- | ---------- | ------------------ | -- | ---------------- |
| 1  | Levi Leipheimer   | États-Unis | Astana             | en | 31 h 28 min 21 s |
| 2  | David Zabriskie   | États-Unis | Garmin-Slipstream  | +  | 36 s             |
| 3  | Michael Rogers    | Australie  | Columbia-High Road |    | 45 s             |
| 4  | Jens Voigt        | Allemagne  | Saxo Bank          |    | 1 min 10 s       |
| 5  | Thomas Lövkvist   | Suède      | Columbia-High Road |    | 1 min 29 s       |
| 6  | Vincenzo Nibali   | Italie     | Liquigas           |    | 1 min 37 s       |
| 7  | Lance Armstrong   | États-Unis | Astana             |    | 1 min 46 s       |
| 8  | Robert Gesink     | Pays-Bas   | Rabobank           |    | 1 min 54 s       |
| 9  | Thomas Danielson  | États-Unis | Garmin-Slipstream  |    | 2 min 20 s       |
| 10 | José Luis Rubiera | Espagne    | Astana             |    | 2 min 48 s       |

### Classements annexes
|   | Cycliste        | Pays        | Équipe             | Points |
| - | --------------- | ----------- | ------------------ | ------ |
| 1 | Mark Cavendish  | Royaume-Uni | Columbia-High Road | 36     |
| 2 | Vincenzo Nibali | Italie      | Liquigas           | 22     |
| 3 | Fränk Schleck   | Luxembourg  | Saxo Bank          | 19     |

|   | Cycliste        | Pays       | Équipe           | Points |
| - | --------------- | ---------- | ---------------- | ------ |
| 1 | Jason McCartney | États-Unis | Saxo Bank        | 39     |
| 2 | Tyler Hamilton  | États-Unis | Rock Racing      | 22     |
| 3 | Serge Pauwels   | Belgique   | Cervélo TestTeam | 21     |

|   | Cycliste           | Pays     | Équipe     |    | Temps            |
| - | ------------------ | -------- | ---------- | -- | ---------------- |
| 1 | Robert Gesink      | Pays-Bas | Rabobank   | en | 31 h 30 min 15 s |
| 2 | Kevin Seeldraeyers | Belgique | Quick Step | +  | 1 min 03 s       |
| 3 | Bauke Mollema      | Pays-Bas | Rabobank   |    | 3 min 50 s       |

|   | Équipe            | Pays       |    | Temps            |
| - | ----------------- | ---------- | -- | ---------------- |
| 1 | Astana            | Kazakhstan | en | 94 h 28 min 50 s |
| 2 | Saxo Bank         | Danemark   | +  | 1 min 40 s       |
| 3 | Garmin-Slipstream | États-Unis |    | 1 min 49 s       |

## Évolution des classements
| Étape              | Vainqueur          | Classement général | Classement du meilleur sprinteur | Classement de la montagne | Classement du meilleur jeune | Classement par équipes | Courageux du jour     |
| ------------------ | ------------------ | ------------------ | -------------------------------- | ------------------------- | ---------------------------- | ---------------------- | --------------------- |
| P                  | Fabian Cancellara  | Fabian Cancellara  | Levi Leipheimer                  | Non décerné               | Mark Cavendish               | Columbia-High Road     | Lance Armstrong       |
| 1                  | Francisco Mancebo  | Francisco Mancebo  | Francisco Mancebo                | Francisco Mancebo         | Robert Gesink                | Astana                 | Ivan Basso            |
| 2                  | Thomas Peterson    | Levi Leipheimer    | Francisco Mancebo                | Francisco Mancebo         | Robert Gesink                | Astana                 | Ben Jacques-Maynes    |
| 3                  | Thor Hushovd       | Levi Leipheimer    | Francisco Mancebo                | Francisco Mancebo         | Robert Gesink                | Astana                 | Bradley White         |
| 4                  | Mark Cavendish     | Levi Leipheimer    | Francisco Mancebo                | Francisco Mancebo         | Robert Gesink                | Astana                 | Tyler Hamilton        |
| 5                  | Mark Cavendish     | Levi Leipheimer    | Mark Cavendish                   | Francisco Mancebo         | Robert Gesink                | Astana                 | Matthew Crane         |
| 6                  | Levi Leipheimer    | Levi Leipheimer    | Mark Cavendish                   | Francisco Mancebo         | Robert Gesink                | Astana                 | George Hincapie       |
| 7                  | Rinaldo Nocentini  | Levi Leipheimer    | Mark Cavendish                   | Jason McCartney           | Robert Gesink                | Astana                 | Christian Vande Velde |
| 8                  | Fränk Schleck      | Levi Leipheimer    | Mark Cavendish                   | Jason McCartney           | Robert Gesink                | Astana                 | Fränk Schleck         |
| Classements finals | Classements finals | Levi Leipheimer    | Mark Cavendish                   | Jason McCartney           | Robert Gesink                | Astana                 | n/a                   |